# Pyramide de Khaba
La pyramide de Khaba ou pyramide à tranches (connu localement sous le nom de Haram el-Meduwara, arabe : هرم المدورة) est située sur la nécropole de Zaouiet el-Aryan. Très ruinée, elle est considérée comme la plus ancienne pyramide à degrés. Il pourrait s'agir de la tombe de Khaba de la IIIe dynastie.

## Historique de l'exploration du monument
La première exploration de la pyramide eut lieu en 1839 et fut effectuée par John Shae Perring. Karl Richard Lepsius lui attribua peu après le numéro 14 dans sa liste des pyramides. Gaston Maspero en avait cherché l'entrée en 1886 ; Jacques de Morgan la découvrit dix ans plus tard, en 1896, mais s'arrêta après avoir déblayé le haut d'un escalier. Alexandre Barsanti reprit le travail en 1900, découvrant un puits sur lequel s'ouvraient deux galeries dont l'une aboutissait à une chambre. Il les explora avec soin sans résultat et conclut que le monument n'avait jamais servi. George Andrew Reisner et Clarence Stanley Fisher poursuivirent l'étude du monument en 1910 et 1911, dégageant les faces nord et est de la pyramide ainsi que les cimetières aux alentours.
Les dimensions prises, d'une part par Barsanti, et d'autre part par Reisner et Fisher, diffèrent grandement, et même le nombre de galeries souterraines reporté par chacun est différent. Ces études préliminaires ne sont restées qu'à l'état d'ébauches et la position du site dans une zone militaire rend impossible une étude plus approfondie du monument.

## Datation et attribution

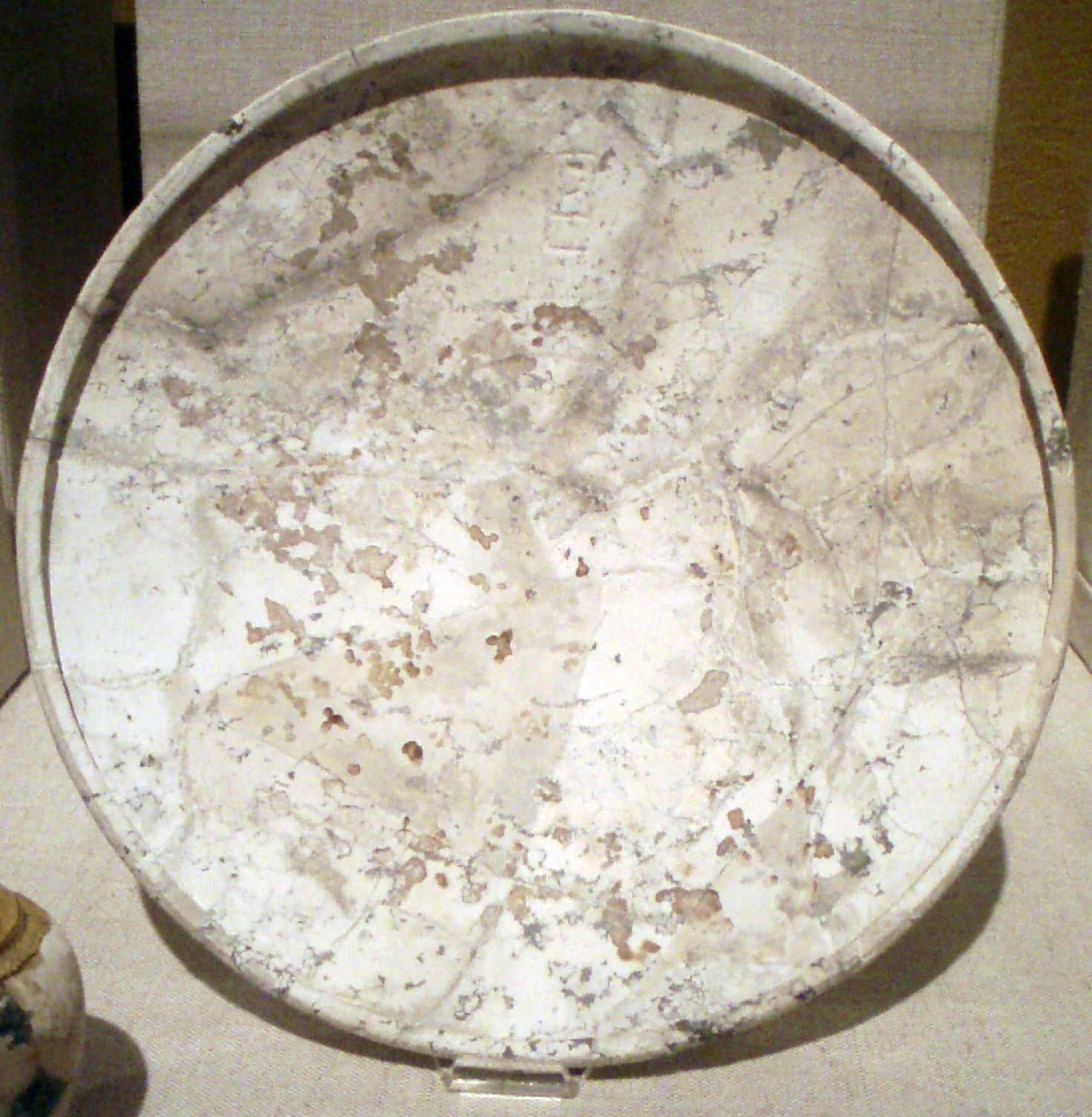
Bol en dolomite portant le nom du pharaon Kahba datant de la.

L'architecture de la pyramide à tranches permet de dater avec certitude ce monument de la fin de la IIIe dynastie, postérieur à la pyramide enfouie attribuée à Sekhemkhet et antérieur aux pyramides de Snéfrou, fondateur de la IVe dynastie. Rainer Stadelmann, Miroslav Verner et Jean-Philippe Lauer comparent l'architecture de la pyramide à tranches avec celle des pyramides à degrés de Djéser et de Sekhemkhet, en supposant que la pyramide à tranches ait été constituée à l'origine de cinq degrés. La pyramide à tranches présente à la fois des développements complexes concernant ses infrastructures et des simplifications concernant les méthodes de construction utilisées pour la superstructure. Selon ces égyptologues, la pyramide à tranches est une version clairement avancée de la pyramide enfouie de Sekhemkhet,,.
Le problème qui subsiste à propos de la pyramide à tranches est la question de savoir qui l'a fait construire. La plupart des spécialistes pensent aujourd'hui qu'il s'agit probablement du roi Khaba de la fin de la IIIe dynastie,,,,,,,. Cette conclusion est basée sur des bols et des vases en pierre portant le serekh de Khaba découvert dans le mastaba Z500, situé juste au nord de la pyramide. Rainer Stadelmann va plus loin et identifie Khaba avec le roi Houni, le dernier souverain de la IIIe dynastie. Son hypothèse est basée sur sa lecture du Canon royal de Turin, une liste royale compilée au début de la période ramesside vers 1300 avant J.-C., soit quelque 1400 ans après la vie de Houni. Le canon royal de Turin attribue à Houni un règne relativement long de vingt-quatre ans. Selon Stadelmann, cette durée serait suffisante pour couvrir le temps nécessaire à l'achèvement de la construction de la pyramide à tranches. Il affirme également que les monuments royaux des trois premières dynasties égyptiennes ne présentent que le nom d'Horus dans un serekh et que ce n'est que plus tard qu'ils intègrent le nom de Nesout-bity dans leur titulature. Ainsi, le nom d'Horus Khaba pourrait correspondre au nom de Nesout-bity Houni. Dans ce cas, la pyramide à tranches serait le tombeau de Houni,. Cette conclusion est contestée par la plupart des égyptologues qui pensent que Houni et Khaba sont deux rois différents, soulignant l'état apparemment inachevé de la pyramide à tranches et identifiant Khaba au roi "Houdjefa" (signifiant lacune, le nom du roi que l'auteur du papyrus a voulu retranscrire était probablement illisible) mentionné juste avant Houni sur le Canon royal de Turin.

## Description

### Localisation
La pyramide à tranches se trouve près de la nécropole de Zaouiet el-Aryan, à 8 km au sud-ouest de Gizeh et à 7 km au nord de Saqqarah. La structure principale est située sur une arête rocheuse juste au-dessus de la plaine inondable.

### La superstructure

Vue en coupe de la pyramide.

La pyramide à tranches a une base carrée dont le côté mesure environ 84 m de long, ce qui est légèrement plus petit que les pyramides à degrés de Djéser (121 × 109 m) et de Sekhemkhet (120 m). En se basant sur les dimensions de la pyramide de Djéser, l'égyptologue Jean-Philippe Lauer a estimé que la pyramide à tranches devait initialement comporter cinq degrés et aurait atteint une hauteur d'environ 42-45 m, à nouveau une dimension plus petite que celle des deux pyramides précédentes : celle de Djéser étant de 62 m et celle de Sekhemkhet étant de 70 m si elle avait été achevée. Aujourd'hui, il ne reste que deux de ces degrés, qui atteignent une hauteur d'environ 17 m. L'état de ruine actuel de la pyramide permet de voir son noyau, qui est un monticule pyramidal de 11 m2 fait de blocs de pierre brute de mauvaise qualité prélevés dans le substrat rocheux local. Ce noyau est entouré d'une enveloppe de 2,6 m d'épaisseur de la même maçonnerie. Celui-ci est à son tour entouré de quatorze couches de briques de terre cuite liées avec du mortier d'argile et disposées presque verticalement, avec un angle d'inclinaison vers l'intérieur de 22° par rapport à la verticale. Tout comme l'enveloppe de pierre la plus intérieure du noyau de la pyramide, chaque couche de briques de terre cuite a une épaisseur de 2,6 m,.
Les experts se disputent la question de savoir si la pyramide a été achevée ou laissée inachevée. L'égyptologue Rainer Stadelmann pense que la pyramide était effectivement terminée, mais d'autres, comme Miroslav Verner, pensent que le bâtiment a été laissé inachevé à cause de la mort prématurée du pharaon,. En particulier, aucune trace de revêtement extérieur n'a été trouvée, ce qui pourrait laisser penser qu'il n'y en a jamais eu parce que la pyramide n'était pas terminée.
Des briques de boue ont été trouvées à la base de la pyramide, qui ne sont pas associées à la pyramide elle-même, mais qui sont interprétées comme les vestiges d'une rampe de construction.

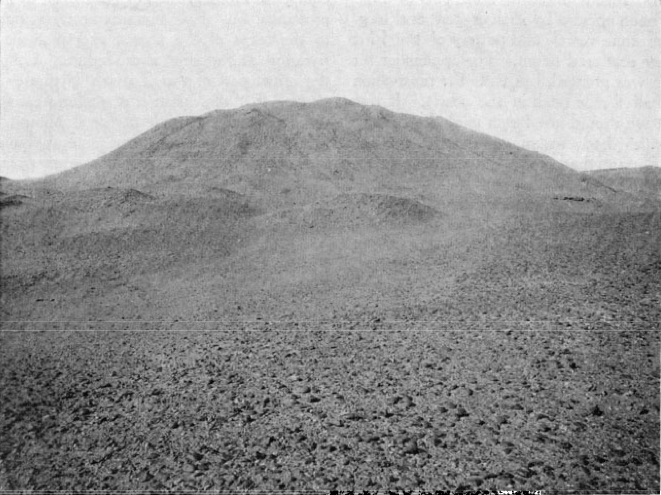
Pyramide vue de l'est, avant les fouilles de 1910-1911
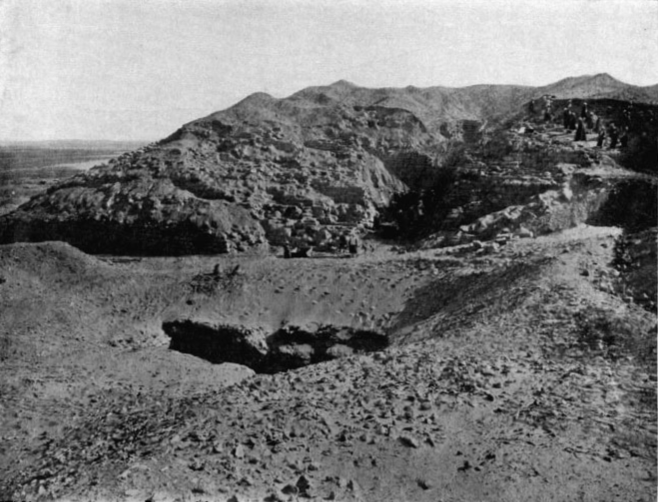
Face nord de la pyramide, 1910
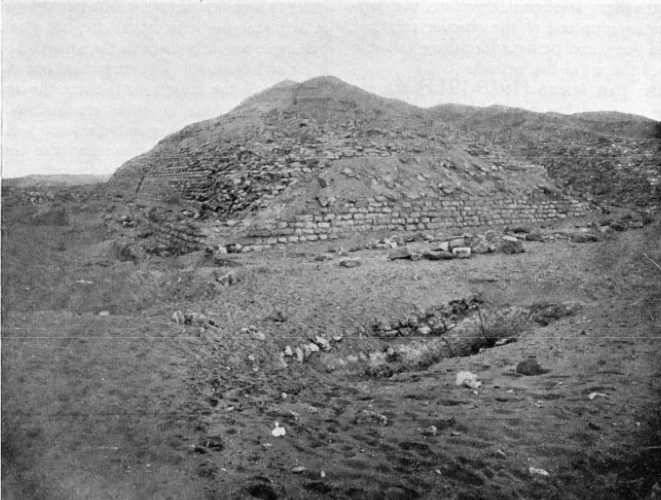
Vue de la maçonnerie et de l'entrée de la descenderie, 1910
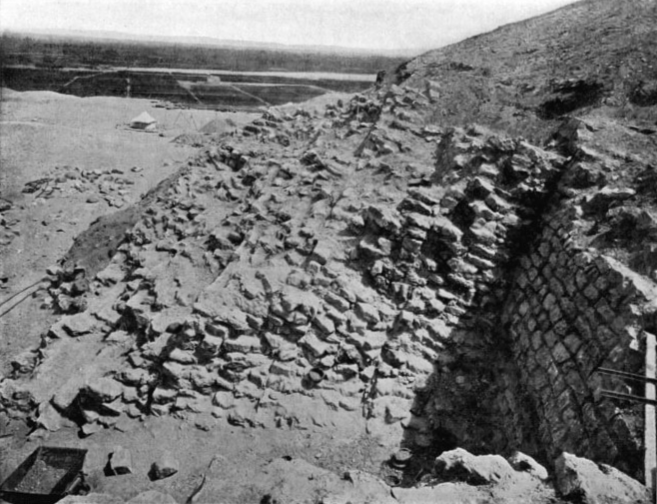
Vue des tranches de la maçonnerie, 1910

### L'infrastructure

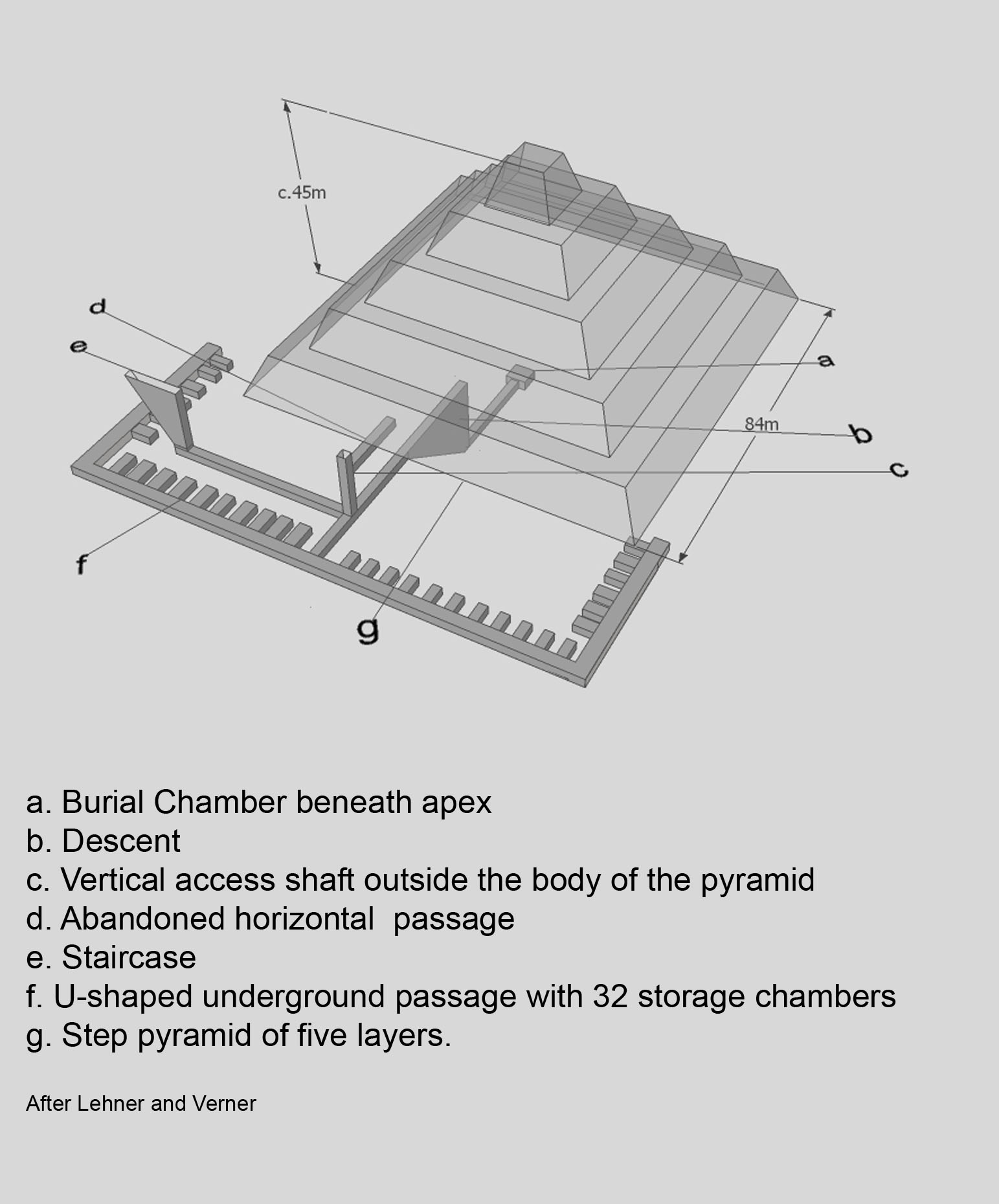
Plan de la pyramide.

La disposition des infrastructures de la pyramide à tranches est extrêmement similaire à celle de la pyramide de Sekhemkhet. Par conséquent, Mark Lehner et d'autres suggèrent que les deux pyramides ont dû être construites très près dans le temps.
L'entrée des infrastructures se trouve au nord-est, une disposition qui sera sans précédent jusqu'à la construction de la pyramide de Sésostris II, près de 1000 ans plus tard. Les égyptologues Vito Maragioglio et Celeste Rinaldi ont proposé que cette caractéristique unique ait été choisie par les architectes égyptiens afin de libérer le côté nord de la pyramide pour la construction d'un temple. Aidan Mark Dodson a cependant montré que dans cette situation, la rampe de construction de la pyramide aurait empiété sur toute construction de temple au nord de façon encore plus dommageable. Il explique plutôt cette entrée unique à l'est comme résultant d'un désir des architectes de permettre un accès facile aux salles de stockage de la pyramide, situées immédiatement sous l'entrée est.
L'entrée mène immédiatement à un escalier raide de 36 m de long, puis à un couloir qui se dirige vers l'ouest. Ce couloir se termine par un puits vertical droit, au sommet duquel se trouve le couloir supérieur, un passage inachevé qui va vers le sud en direction du centre de la pyramide. Au bas du puits se trouve un passage transversal en forme de T. Sur la gauche, ce passage transversal mène vers le sud jusqu'au couloir inférieur, à mi-chemin duquel se trouve un escalier étroit, si étroit qu'un sarcophage aurait difficilement pu y descendre. Le couloir inférieur se termine alors dans la chambre funéraire du roi. Dans cette zone de l'escalier, Barsanti a dessiné une autre galerie menant au-dessus de la chambre funéraire, mais cette galerie est absente dans les notes de Reisner et de Fisher,. À droite du passage transversal en forme de T se trouve un système de galerie en forme de U. Le plan au sol du système de galeries ressemble à celui d'un peigne, comprenant des rangées de chambres, trente-deux au total, qui étaient probablement destinées à être des chambres de stockage pour les biens funéraires,. La galerie s'est avérée être propre et vide, comme si les ouvriers étaient seulement partis.
La chambre funéraire du roi est située à 26 m sous terre, de forme presque carrée, avec une base de 3,63 × 2,65 m et un plafond de 3 m. La chambre funéraire ne contenait aucune trace de sarcophage, ce qui, avec l'absence d'artefacts dans la galerie, laisse présager la mort prématurée du roi.

## Complexe pyramidal et nécropole

### Complexe pyramidal
Le complexe funéraire de la pyramide à tranches ne présente aucune trace de mur d'enceinte, qui est présent dans les complexes pyramidaux antérieurs et postérieurs. Cela pourrait être dû au fait que les pierres constituant le mur ont été volées au fil du temps, ou simplement parce que le mur n'a jamais été commencé, étant généralement le dernier élément du complexe pyramidal à être construit. Sur le côté est de la pyramide, les vestiges des murs en briques pourraient indiquer la présence d'un temple mortuaire, mais les traces archéologiques sont si ténues qu'un examen plus approfondi et une reconstruction plus précise sont aujourd'hui impossibles. Il en va de même pour les ruines d'un bâtiment situé à plusieurs centaines de mètres de la pyramide, et qui aurait pu être le temple de la vallée. S'il s'agissait bien d'un temple de la vallée, son orientation est-ouest serait unique dans tous les complexes de pyramides,,,.

### Nécropole
Cinq cimetières sont situés à Zaouiet el-Aryan, datant respectivement des Ire, IIe, fin de la IIIe, XVIIIe dynasties et de la période romaine. Parmi ces cimetières, seul celui de la fin de la IIIe dynastie contient de grandes tombes, dont quatre mastabas en briques de terre. Reisner et Fisher ont observé que ceci est attendu d'une nécropole entourant la pyramide d'un pharaon, les grandes tombes étant celles de la famille royale et des fonctionnaires de la cour. En particulier, à environ deux-cents mètres au nord de la pyramide à tranches se trouve un énorme mastaba, aujourd'hui connu sous le nom de « Mastaba Z500 », où ont été trouvés huit bols de marbre portant l'inscription du nom d'Horus dans un serekh du roi Khaba,. Reisner et Fisher concluent donc que « si les mastabas appartiennent à des personnes liées au roi qui a construit la pyramide, il est probable que le nom du roi était Khaba ». Cette opinion est partagée par la plupart des égyptologues qui attribuent la pyramide à tranches à Khaba.